# Ronnie Andersen
Ronnie Andersen (født 27. august 1978 i Aabenraa) er en dansk forfatter.
Han fik sin debut med Date med en engel, udgivet i 2012 under Høst & Søn.